# Osiris (navire)
L'Osiris est un patrouilleur hauturier appartenant au GIE (Groupement d’intérêt économique) « Protection légine et ressources halieutiques » mis en œuvre par le groupe Sapmer, société réunionnaise spécialisée dans la pêche hauturière australe. Il est affrété par la Direction des Affaires maritimes de La Réunion et basé au port de Port-aux-Français aux îles Kerguelen.

## Histoire
L'Osiris est l'ancien palangrier congélateur espagnol Lince construit en 1968 et arraisonné pour pêche illicite en les îles Kerguelen en janvier 2003 par la frégate française Nivôse,. Le navire, saisi par la justice, a été converti en patrouilleur en 2003 avec le concours de l'Union européenne.
Il devait être désarmé en 2016 à l'issue de sa dernière convention triennale d'affrètement.
Il est finalement prolongé jusqu'à fin 2018.
Son successeur est l'Osiris II, un ex-palangrier, dont la transformation a été conduite à Maurice en 2019.

## Service
L'Osiris effectue des missions de police des pêches et de surveillance dans la zone économique exclusive des Terres australes et antarctiques françaises (TAAF) et principalement aux îles Kerguelen. À cette fin, il embarque pour ses missions deux officiers de police judiciaire. 
Il porte le marquage de l'action de l'État en mer (AÉM), les bandes tricolores inclinées, bleues, blanches et rouges.